# Ерзин
Сільське поселення (сумон) Ерзин (тив.: Эрзин) входить до складу Ерзинського кожууну Республіки Тива Російської Федерації.

## Клімат
Село знаходиться у зоні, котра характеризується континентальним субарктичним кліматом. Найтепліший місяць — липень із середньою температурою 18.4 °C (65.1 °F). Найхолодніший місяць — січень, із середньою температурою -32.3 °С (-26.1 °F).
| Клімат Ерзина           | Клімат Ерзина | Клімат Ерзина | Клімат Ерзина | Клімат Ерзина | Клімат Ерзина | Клімат Ерзина | Клімат Ерзина | Клімат Ерзина | Клімат Ерзина | Клімат Ерзина | Клімат Ерзина | Клімат Ерзина | Клімат Ерзина |
| Показник                | Січ.          | Лют.          | Бер.          | Квіт.         | Трав.         | Черв.         | Лип.          | Серп.         | Вер.          | Жовт.         | Лист.         | Груд.         | Рік           |
| Середня температура, °C | −32,3         | −29,1         | −17,9         | −0,4          | 10,6          | 16,6          | 18,4          | 16,2          | 9,8           | 0,5           | −14,1         | −26,5         | −4            |
| Норма опадів, мм        | 5.1           | 4             | 5.3           | 5.4           | 11.5          | 28.6          | 52.9          | 41.5          | 19.9          | 7.8           | 9.1           | 7.9           | 199           |
| ----------------------- | ------------- | ------------- | ------------- | ------------- | ------------- | ------------- | ------------- | ------------- | ------------- | ------------- | ------------- | ------------- | ------------- |
| Джерело: Weatherbase    |               |               |               |               |               |               |               |               |               |               |               |               |               |

## Населення
Населення сумона станом на 1 січня за роком
| Рік    | 2011 | 2012 | 2013 | 2014 | 2015 |
| ------ | ---- | ---- | ---- | ---- | ---- |
| Насел. | 3196 | 3138 | 3154 | 3133 | 3150 |

## Пам'ятки архітектури
У селі розташовано пам'ятки архітектури — чотири скульптури тварин, які не мають датування